# Marlene Zeidler-Beck

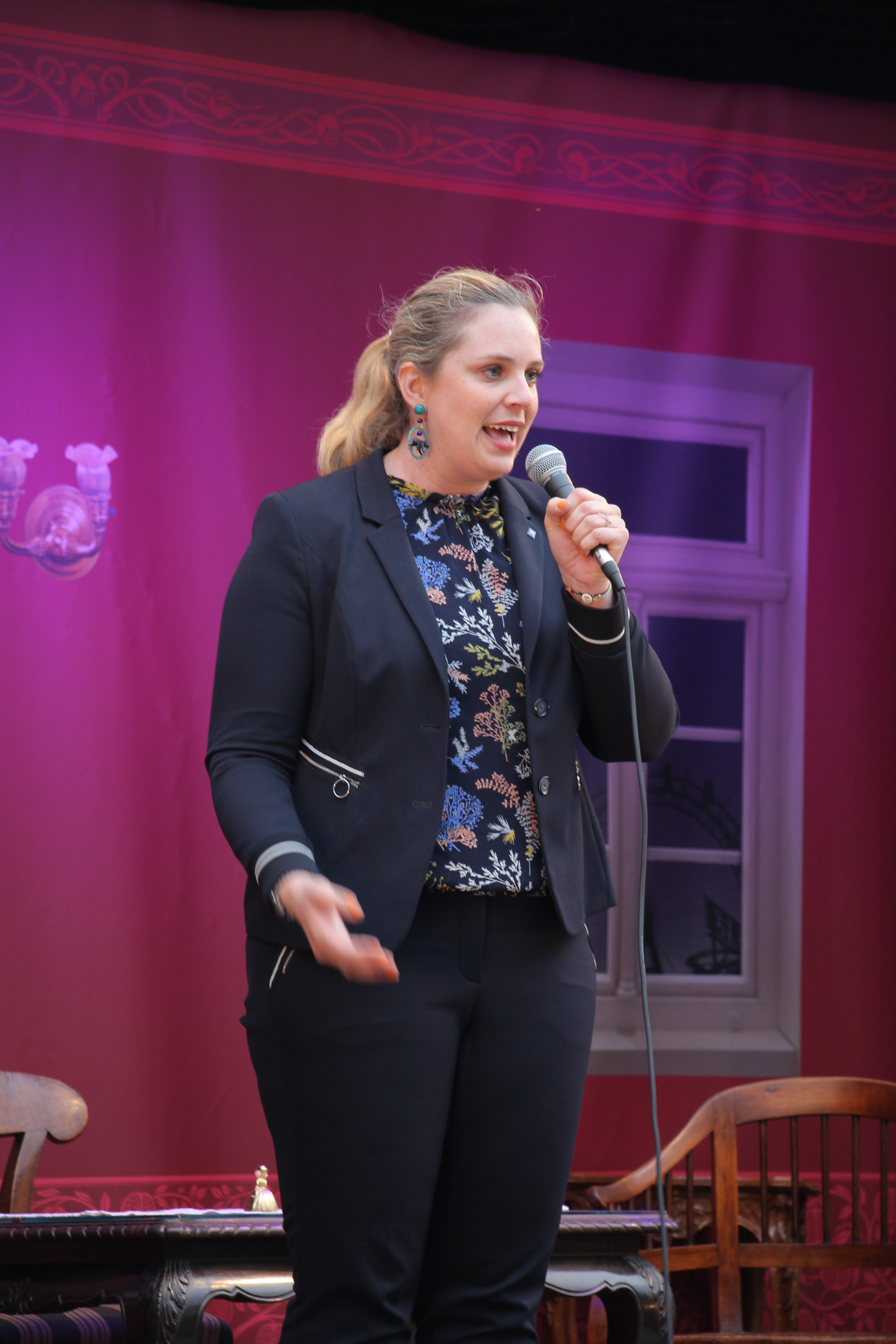
Marlene Zeidler-Beck (2018)

Marlene Zeidler-Beck (* 24. Dezember 1987 in Wien als Marlene Beck) ist eine österreichische Politikerin der Österreichischen Volkspartei (ÖVP). Von März 2018 bis Dezember 2021 war sie vom Landtag von Niederösterreich entsandtes Mitglied des Bundesrates, im Dezember 2021 wurde sie Landtagsabgeordnete. Von März bis September 2023 war sie erneut Mitglied des Bundesrates. Seit dem 21. September 2023 ist sie wieder Landtagsabgeordnete.

## Leben

### Ausbildung und Beruf
Marlene Zeidler-Beck besuchte nach der Volksschule St. Raphael in Maria Enzersdorf das Gymnasium Kollegium Kalksburg, wo sie 2006 maturierte. Danach studierte sie an der Universität Wien Publizistik- und Kommunikationswissenschaft, das Studium schloss sie 2013 als Magistra ab. An der FHWien besuchte sie anschließend den Lehrgang International Management & Communications, den sie 2015 als Master of Business Administration abschloss. 
Von 2010 bis 2017 war sie Pressekoordinatorin am Landesklinikum Baden-Mödling, seitdem ist sie als Kampagnenmanagerin tätig.

### Politik
Seit 2013 fungiert sie als Bezirksobfrau der Jungen ÖVP (JVP) im Bezirk Mödling. Von 2013 bis 2016 war sie Landesobmann-Stellvertreterin der Jungen ÖVP in Niederösterreich und von 2015 bis 2018 Bundesfinanzreferentin der Jungen ÖVP. Seit dem Jahr 2015 ist sie auch geschäftsführende Gemeinderätin in Maria Enzersdorf, wo bereits ihr Vater Christian Beck von 2000 bis 2006 Bürgermeister war.
Nach der Landtagswahl 2018 wurde sie ab 22. März 2018 vom Landtag von Niederösterreich entsandtes Mitglied des Bundesrates, wo sie dem Ausschuss für auswärtige Angelegenheiten, dem Gesundheitsausschuss, dem Ausschuss für Sportangelegenheiten, dem EU-Ausschuss, dem Ausschuss für Familie und Jugend und dem Ausschuss für Innovation, Technologie und Zukunft angehört und dem Gleichbehandlungsausschuss, dem Kinderrechteausschuss und dem Unvereinbarkeitsausschuss angehörte. 2019 wurde sie zur Obfrau des Wirtschaftsbundes Maria Enzersdorf gewählt.
Nach dem Wechsel von Gerhard Karner ins Innenministerium als Innenminister der Bundesregierung Nehammer übernahm sie dessen Landtagsmandat. In den Bundesrat rückte Florian Krumböck für sie nach. Bei der Landtagswahl 2023, bei der sie ihr Landtagsmandat verlor, kandidierte sie hinter Martin Schuster an zweiter Stelle im Landtagswahlkreis Baden. Nach der Wahl wurde sie Mitglied des Bundesrates. Mit 21. September 2023 wechselte sie anstelle von Schuster in den Landtag, ihr Bundesratsmandat übernahm Bernadette Geieregger. Im Juni 2025 folgte sie Martin Schuster als ÖVP-Bezirksparteiobfrau nach.